# Llista de Creus de Sant Jordi/2021/Entitats

#### Entitats
Informació actualitzada per un bot. Els canvis manuals es perdran quan s'actualitzi!
| Entitat                                                                    | Wikidata   | Descripció                                                                         | Imatge |
| -------------------------------------------------------------------------- | ---------- | ---------------------------------------------------------------------------------- | ------ |
| Els Pets                                                                   | Q1333372   | grup musical català                                                                |        |
| Col·legi d'Arquitectes de Catalunya                                        | Q11914780  | corporació que vetlla per l'arquitectura, l'urbanisme i representa els arquitectes |        |
| Fundació Catalana de l'Esplai                                              | Q11923253  |                                                                                    |        |
| Societat Catalana de Medicina Familiar i Comunitària                       | Q11950000  |                                                                                    |        |
| Federació Catalana de Natació                                              | Q20106398  | federació esportiva catalana                                                       |        |
| Col·legi d'Enginyers Graduats i Enginyers Tècnics Industrials de Barcelona | Q64022777  |                                                                                    |        |
| Associació Cultural Recreativa Unió Calafina                               | Q109861154 | entitat de Calaf                                                                   |        |
| Associació de Voluntaris de Protecció Civil d'Argentona                    | Q109861195 |                                                                                    |        |
| Consell de Col·legis d'Infermeres i Infermers de Catalunya                 | Q109861285 |                                                                                    |        |
| Escola de Grallers de Sitges                                               | Q109861310 | Escola de músics de gralla a Sitges                                                |        |